# (19) Fortuna
(19) Fortuna es un asteroide perteneciente al cinturón de asteroides descubierto por John Russell Hind desde el observatorio George Bishop de Londres, Reino Unido, el 22 de agosto de 1852. Está nombrado por Fortuna, una diosa de la mitología romana.

## Características orbitales
Fortuna orbita a una distancia media del Sol de 2,442 ua, pudiendo acercarse hasta 2,054 ua y alejarse hasta 2,829 ua. Tiene una excentricidad de 0,1588 y una inclinación orbital de 1,574°. Emplea en completar una órbita alrededor del Sol 1394 días.

## Observación
El telescopio espacial Hubble observó a Fortuna en 1993. Tenía un diámetro aparente de 0,20 segundos de arco (4,5 píxeles en la cámara planetaria) y su forma es aproximadamente esférica. Se le han buscado satélites, pero no se ha encontrado
ninguno.